# Kremlin Cup 2016 - Qualificazioni singolare maschile
Le qualificazioni del singolare maschile della Kremlin Cup 2016 sono state un torneo di tennis preliminare per accedere alla fase finale della manifestazione. I vincitori dell'ultimo turno sono entrati di diritto nel tabellone principale. In caso di ritiro di uno o più giocatori aventi diritto a questi sono subentrati i lucky loser, ossia i giocatori che hanno perso nell'ultimo turno ma che avevano una classifica più alta rispetto agli altri partecipanti che avevano comunque perso nel turno finale.

## Teste di serie
1. Tejmuraz Gabašvili (primo turno)
2. Daniil Medvedev (qualificato)
3. Jan Šátral (primo turno)
4. Andrej Rublëv (primo turno)

1. Il'ja Ivaška (primo turno, ritirato)
2. Mirza Bašić (ultimo turno)
3. Federico Gaio (ultimo turno, Lucky loser)
4. Franko Škugor (primo turno)

## Qualificati
1. Jürgen Melzer
2. Daniil Medvedev

1. Aslan Karacev
2. Aleksandr Bublik

### Lucky loser
1. Federico Gaio

## Tabellone

### Legenda
| - Q = Qualificato - WC = Wild card - LL = Lucky loser | - ALT = Alternate - SE = Special Exempt - PR = Protected Ranking | - w/o = Walkover - r = Ritirato - d = Squalificato |

### Sezione 1
|  | Primo turno | Primo turno        | Primo turno        | Primo turno | Primo turno |  |  | Ultimo turno | Ultimo turno  | Ultimo turno  | Ultimo turno | Ultimo turno |  |
|  |             |                    |                    |             |             |  |  |              |               |               |              |              |  |
|  | 1           | Tejmuraz Gabašvili | Tejmuraz Gabašvili | 0           | 3           |  |  |              |               |               |              |              |  |
|  | PR          | Jürgen Melzer      | Jürgen Melzer      | 6           | 6           |  |  | PR           | Jürgen Melzer | Jürgen Melzer | 6            | 6            |  |
|  |             | Dzmitry Zhyrmont   | Dzmitry Zhyrmont   | 64          | 3           |  |  | 7            | Federico Gaio | Federico Gaio | 1            | 4            |  |
|  | 7           | Federico Gaio      | Federico Gaio      | 7           | 6           |  |  |              |               |               |              |              |  |

### Sezione 2
|  | Primo turno | Primo turno     | Primo turno     | Primo turno | Primo turno |  |  | Ultimo turno | Ultimo turno    | Ultimo turno    | Ultimo turno | Ultimo turno |  |
|  |             |                 |                 |             |             |  |  |              |                 |                 |              |              |  |
|  | 2           | Daniil Medvedev | Daniil Medvedev | 6           | 6           |  |  |              |                 |                 |              |              |  |
|  |             | Marsel İlhan    | Marsel İlhan    | 1           | 4           |  |  | 2            | Daniil Medvedev | Daniil Medvedev | 6            | 6            |  |
|  |             | Nikola Mektić   | 7               | 65          | 2           |  |  | 6            | Mirza Bašić     | Mirza Bašić     | 2            | 0            |  |
|  | 6           | Mirza Bašić     | 63              | 7           | 6           |  |  |              |                 |                 |              |              |  |

### Sezione 3
|  | Primo turno | Primo turno    | Primo turno   | Primo turno | Primo turno |  |  | Ultimo turno | Ultimo turno   | Ultimo turno   | Ultimo turno | Ultimo turno |  |
|  |             |                |               |             |             |  |  |              |                |                |              |              |  |
|  | 3           | Jan Šátral     | 63            | 6           | 4           |  |  |              |                |                |              |              |  |
|  | WC          | Evgeny Tyurnev | 7             | 4           | 6           |  |  | WC           | Evgeny Tyurnev | Evgeny Tyurnev | 4            | 4            |  |
|  |             | Aslan Karacev  | Aslan Karacev | 2           |             |  |  |              | Aslan Karacev  | Aslan Karacev  | 6            | 6            |  |
|  | 5           | Il'ja Ivaška   | Il'ja Ivaška  | 1           | r           |  |  |              |                |                |              |              |  |

### Sezione 4
|  | Primo turno | Primo turno      | Primo turno      | Primo turno | Primo turno |  |  | Ultimo turno | Ultimo turno     | Ultimo turno | Ultimo turno | Ultimo turno |  |
|  |             |                  |                  |             |             |  |  |              |                  |              |              |              |  |
|  | 4           | Andrej Rublëv    | Andrej Rublëv    | 4           | 610         |  |  |              |                  |              |              |              |  |
|  | WC          | Aleksandr Bublik | Aleksandr Bublik | 6           | 7           |  |  |              | Aleksandr Bublik | 7            | 4            | 6            |  |
|  |             | Jahor Herasimaŭ  | 6                | 2           | 6           |  |  |              | Jahor Herasimaŭ  | 67           | 6            | 2            |  |
|  | 8           | Franko Škugor    | 2                | 6           | 3           |  |  |              |                  |              |              |              |  |